# Tetrametiletilendiammina
La tetrametiletilendiammina (N,N,N',N'-tetrametiletilendiammina), meglio nota con gli acronimi TEMED , TMEDA e TMED, è un composto chimico di formula (CH3)2NCH2CH2N(CH3)2. Si deriva a partire dall'etilendiammina per sostituzione di quattro gruppi N-H con quattro gruppi N-metile. Ha uno sgradevole odore di pesce.
In biologia molecolare, viene utilizzato come catalizzatore per la polimerizzazione dell'acrilammide, insieme all'ammonio persolfato. La TEMED catalizza la decomposizione dello ione persolfato con produzione del corrispondente radicale libero. Quest'ultimo a sua volta, attacca i doppi legami dell'acrilammide permettendone la polimerizzazione in forma di gel trasparente.